# Kabulia indica
Kabulia indica är en insektsart som beskrevs av Willy Adolf Theodor Ramme 1928. Kabulia indica ingår i släktet Kabulia och familjen gräshoppor. Inga underarter finns listade i Catalogue of Life.